# Ação Direta (jornal)
Ação Direta foi um periódico anarquista publicado no Brasil por José Oiticica em 1929, voltando a ser reeditado de 1946 a 1958.